# Ysrael Zúñiga
Herlyn Ysrael Zúñiga Yañez (Lima, 27 agosto 1976) è un ex calciatore peruviano, attaccante del Melgar.

## Carriera

### Club
Nel 1999 gioca per il Melgar FBC, squadra con la quale si mette in evidenza segnando 19 reti in 25 partite; non riuscendo a sfondare in Europa, nel Coventry City, torna in America, prima all'Estudiantes e successivamente in Perù con la maglia dell'Universitario de Deportes. Nel 2008 si riaffaccia in occidente,con l'esperienza di giocare nel Bursaspor in Turchia,dove ha giocato 5 partite segnando anche un goal. Nel 2009 ritorna in patria, di nuovo al Melgar FBC. Dal 2010 è tesserato nel Club Juan Aurich de la Victoria

### Nazionale
Dal 1999 è nel giro nella Nazionale di calcio peruviana.

## Statistiche

### Cronologia presenze e reti in Nazionale
| Cronologia completa delle presenze e delle reti in nazionale ― Perù | Cronologia completa delle presenze e delle reti in nazionale ― Perù | Cronologia completa delle presenze e delle reti in nazionale ― Perù | Cronologia completa delle presenze e delle reti in nazionale ― Perù | Cronologia completa delle presenze e delle reti in nazionale ― Perù | Cronologia completa delle presenze e delle reti in nazionale ― Perù | Cronologia completa delle presenze e delle reti in nazionale ― Perù | Cronologia completa delle presenze e delle reti in nazionale ― Perù |
| Data                                                                | Città                                                               | In casa                                                             | Risultato                                                           | Ospiti                                                              | Competizione                                                        | Reti                                                                | Note                                                                |
| ------------------------------------------------------------------- | ------------------------------------------------------------------- | ------------------------------------------------------------------- | ------------------------------------------------------------------- | ------------------------------------------------------------------- | ------------------------------------------------------------------- | ------------------------------------------------------------------- | ------------------------------------------------------------------- |
| 17-6-1999                                                           | Manizales                                                           | Colombia                                                            | 3 – 3                                                               | Perù                                                                | Amichevole                                                          | -                                                                   | 67’                                                                 |
| 20-6-1999                                                           | Valencia                                                            | Venezuela                                                           | 3 – 0                                                               | Perù                                                                | Amichevole                                                          | -                                                                   | 65’                                                                 |
| 23-6-1999                                                           | Lima                                                                | Perù                                                                | 3 – 0                                                               | Venezuela                                                           | Amichevole                                                          | -                                                                   | 74’                                                                 |
| 2-7-1999                                                            | Asunción                                                            | Perù                                                                | 1 – 0                                                               | Bolivia                                                             | Coppa America 1999 - 1º turno                                       | 1                                                                   | 85’ 90+2’                                                           |
| 10-7-1999                                                           | Asunción                                                            | Messico                                                             | 3 – 3 (4-2 dtr)                                                     | Perù                                                                | Coppa America 1999 - Quarti di finale                               | -                                                                   | 25’ 66’                                                             |
| 17-11-1999                                                          | Lima                                                                | Perù                                                                | 2 – 1                                                               | Slovacchia                                                          | Amichevole                                                          | -                                                                   | 60’                                                                 |
| 1-12-1999                                                           | Lima                                                                | Perù                                                                | 0 – 0                                                               | Honduras                                                            | Amichevole                                                          | -                                                                   | 67’                                                                 |
| 14-2-2000                                                           | Miami                                                               | Haiti                                                               | 1 – 1                                                               | Perù                                                                | Gold Cup 2000 - 1º turno                                            | 1                                                                   | 66’                                                                 |
| 16-2-2000                                                           | Miami                                                               | Stati Uniti                                                         | 1 – 0                                                               | Perù                                                                | Gold Cup 2000 - 1º turno                                            | -                                                                   | 66’ 70’, 77’                                                        |
| 29-3-2000                                                           | Lima                                                                | Perù                                                                | 1 – 0                                                               | Paraguay                                                            | Qual. Mondiali 2002                                                 | -                                                                   | 27’                                                                 |
| 26-4-2000                                                           | Santiago del Cile                                                   | Cile                                                                | 1 – 1                                                               | Perù                                                                | Qual. Mondiali 2002                                                 | -                                                                   | 58’                                                                 |
| 4-6-2000                                                            | Lima                                                                | Perù                                                                | 0 – 1                                                               | Brasile                                                             | Qual. Mondiali 2002                                                 | -                                                                   |                                                                     |
| 29-6-2000                                                           | Quito                                                               | Ecuador                                                             | 2 – 1                                                               | Perù                                                                | Qual. Mondiali 2002                                                 | -                                                                   | 46’                                                                 |
| 19-7-2000                                                           | Lima                                                                | Perù                                                                | 0 – 1                                                               | Colombia                                                            | Qual. Mondiali 2002                                                 | -                                                                   | 38’ 55’                                                             |
| 16-8-2000                                                           | Lima                                                                | Perù                                                                | 1 – 0                                                               | Venezuela                                                           | Qual. Mondiali 2002                                                 | -                                                                   |                                                                     |
| 3-9-2000                                                            | Lima                                                                | Perù                                                                | 1 – 2                                                               | Argentina                                                           | Qual. Mondiali 2002                                                 | -                                                                   | 78’                                                                 |
| 8-10-2000                                                           | La Paz                                                              | Bolivia                                                             | 1 – 0                                                               | Perù                                                                | Qual. Mondiali 2002                                                 | -                                                                   | 57’                                                                 |
| 27-8-2003                                                           | Lima                                                                | Perù                                                                | 0 – 0                                                               | Guatemala                                                           | Amichevole                                                          | -                                                                   | 46’                                                                 |
| 28-4-2004                                                           | Antofagasta                                                         | Cile                                                                | 1 – 1                                                               | Perù                                                                | Amichevole                                                          | 1                                                                   | 68’                                                                 |
| 3-7-2007                                                            | Mérida                                                              | Perù                                                                | 2 – 2                                                               | Bolivia                                                             | Coppa America 2007 - 1º turno                                       | -                                                                   | 44’ 90+2’                                                           |
| 8-7-2007                                                            | Barquisimeto                                                        | Argentina                                                           | 4 – 0                                                               | Perù                                                                | Coppa America 2007 - Quarti di finale                               | -                                                                   | 64’                                                                 |
| Totale                                                              |                                                                     | Presenze                                                            | 21                                                                  |                                                                     | Reti                                                                | 3                                                                   |                                                                     |